# Сонгулашвили, Леван
Леван Сонгулашвили (груз. ლევან სონღულაშვილი; род. 17 августа 1991 года) — грузинский художник, известен своей графикой и инсталляциями. Первый грузинский художник, получивший степень магистра в Нью-Йоркской академии искусств в живописи.

## Биография
Леван Сонгулашвили родился в Тбилиси 17 августа 1991 года. Начал рисовать в три года и получил профессиональную подготовку в своём родном городе в подростковом возрасте.
В 2011 году 19-летний художник был приглашен в Германию в рамках проекта визуального искусства, где он разработал пьесу вместе со своими немецкими коллегами. Западная культура, немецкая философия и психоанализ повлияли на мировоззрение молодого художника, и он приступил к новым творческим экспериментам и концептуальным исследованиям по возвращению в Грузию, что стало началом нового этапа в его искусстве, после чего последовал значительный успех.
В возрасте 21 года Сонгулашвили окончил Тбилисскую государственную академию искусств со степенью бакалавра по графике и гравюрному делу. Он выиграл несколько стипендий и художественных премий и стал первым грузинским художником, получившим степень магистра (M.F.A.) с отличием в Нью-Йоркской академии искусств в живописи. В 2017 году США наградили Леван Сонгулашвили «гениальной визой», которая позволила ему постоянно посещать США.
Он получил ряд национальных и международных наград, включая Премию Президента и Премию Ассамблеи штата Нью-Йорк за достижения и вклад в искусство. Его удостоенные наград работы, сочетающие старое мастерство с уникальными современными технологиями и мультимедийными установками, показаны в престижных художественных галереях, частных коллекциях и музеях по всему миру, в том числе Сотбис, Королевская академия художеств, Галерея Саатчи и другие.
Он является первым грузинским художником, чьи работы были отобраны для постоянной коллекции Бруклинский музей в Нью-Йорке, а также картин легендарных художников.
Сонгулашвили был назван «Лучшим исполнителем года» и занял 1-е место в ArtistADay Top 10 «Художники 2017 года», возглавляя окончательную подборку творцов со всего мира на платформе. Сонгулашвили также пишет психологическую прозу, эссе, стихи и играет на пианино.